# Baldassare Reina
Baldassare Reina, conegut com a Baldo (San Giovanni Gemini, 26 de novembre de 1970), és un cardenal i arquebisbe catòlic italià, administrador apostòlic d'Òstia des del 6 d'abril de 2024, vicari general de la diòcesi de Roma des del 6 d'octubre de 2024 i arxiprest de la basílica de Sant Joan del Laterà des de octubre de 2024.

## Biografia
Baldassare Reina va néixer a San Giovanni Gemini, a la província i arxidiòcesi d'Agrigent, el 26 de novembre de 1970.

### Formació i ministeri sacerdotal
El 1981 va ingressar al seminari menor d'Agrigent. Després va completar els seus estudis de filosofia i teologia catòlica a la Pontifícia Universitat Gregoriana, obtenint el títol de llicenciat en teologia sagrada el 1995.
El 8 de setembre de 1995 va ser ordenat sacerdot per a la diòcesi d'Agrigent pel bisbe Carmelo Ferraro.
Després d'estudis posteriors, va obtenir la llicència de teologia bíblica l'any 1998 a la Pontifícia Universitat Gregoriana.
Del 1998 al 2001 va ser ajudant diocesà d'Acció Catòlica i vicerector del seminari arzobispal d'Agrigent. Del 2001 al 2003 va ser rector de la Santíssima Mare de Déu d'Itria a Favara. Del 2003 al 2009 va ser prefecte d'estudis a l'Institut Teològic San Gregorio Agrigentino i del 2009 al 2013 rector de San Leone a Agrigento. Del 2013 al 2022 va ser rector del seminari major d'Agrigent.
També va ser professor d'Escriptura Sagrada a l'Institut Superior de Ciències Religioses, professor permanent a l'Institut Teològic San Gregorio Agrigentino, director de l'Oficina de Cultura, canonge del capítol catedralici i membre del consell presbiteral i del col·legi de consultors de l'arxidiòcesi d'Agrigent.
Des del 2022 fins al seu nomenament episcopal va servir al Dicasteri per al Clergat.

### Ministeri episcopal i cardenalat

#### Bisbe auxiliar de Roma
El 27 de maig de 2022, el papa Francesc el va nomenar bisbe titular d'Acque di Mauretania i bisbe auxiliar de Roma El 29 de juny següent va rebre l'ordenació episcopal, amb els bisbes Riccardo Lamba i Daniele Salera, a la Basílica de Sant Joan del Laterà, del cardenal vicari per a la diòcesi de Roma Angelo De Donatis, amb els co-consagradors cardenals Francesco Montenegro, arquebisbe emèrit d'Agrigent, i Augusto Paolo Lojudice, arquebisbe metropolità d'Siena-Colle di Val d'Elsa-Montalcino.
El mateix dia va assumir la pastoral del sector occidental, succeint a Paolo Selvadagi, que es va retirar en arribar al límit d'edat.

#### Vicegerent de la Diòcesi de Roma
El 6 de gener de 2023, el papa Francesc també el va nomenar vicegerent de la diòcesi de Roma; va succeir a Gianpiero Palmieri, abans nomenat arquebisbe-bisbe d'Ascoli Piceno.
Al Vicariat de Roma presideix l'àrea d'administració de béns, l'àrea jurídica, el servei de secretaria general i el servei de protecció de menors i persones vulnerables.
El 6 d'abril de 2024, des que el càrrec de vicari general de la diòcesi de Roma va quedar vacant , n'assumí provisionalment totes les competències, d'acord amb l'article 14§3 de la constitució apostòlica In ecclesiarum communione.Des del mateix dia fou també administrador apostòlic d'Òstia.

#### Vicari general de Sa Santedat per a la diòcesi de Roma
Durant l'Àngelus del 6 d'octubre de 2024, el papa Francesc va anunciar el seu nomenament com a vicari general per a la diòcesi de Roma i la seva creació com a cardenal en el consistori del 7 de desembre de l'any següent.  El 25 d'octubre el mateix papa el va nomenar arxipreste de la basílica de Sant Joan del Laterà i el va elevar a la dignitat d'arquebisbe. El 9 de novembre següent, festivitat de la consagració de la Basílica del Latran , va començar oficialment el seu ministeri presidint la celebració eucarística per a la cloenda del jubileu del 1700è aniversari de la Basílica de Sant Joan del Laterà.
L' 11 de gener de 2025 va ser nomenat membre del Dicasteri per al Clergat.

## Heràldica
| Escut del Cardenal Vicari general per ala diòcesi de Roma |  | Escut del Cardenal Vicari general per ala diòcesi de Roma    |
| Escut del Cardenal Vicari general per ala diòcesi de Roma |  | Escut de l'Arquebisbe Vicari general per ala diòcesi de Roma |

| Escut del vicegerent de la diòcesi de Roma |  | Escut del vicegerent de la diòcesi de Roma |
| Escut del vicegerent de la diòcesi de Roma |  | Escut del bisbe auxiliar de Roma           |

### Blasonatge
Escut del vicari general de la diòcesi de Roma
D'atzur, una creu llatina patent als extrems, flanquejat al cap dret per una estrella de 8 puntes, i a la punta sinistra per tres espigues de blat ventades i foliades amb dues peces, totes d'or.
Com a timbre porta un capel d'arquebisbe (verd) i, posteriorment, de cardenal (en vermell).
Escut del vicegerent de la diòcesi de Roma
A rodanxes: a la primera de vermell, les lletres gregues majúscules Alfa i Omega, acompanyades a la punta de tres espigues de blat col·locades en forma de ventall i foliades amb dues peces, totes d'or; en el 2 d'atzur, una lletra llatina majúscula M d'argent, superant el mar ondulat de bandes de l'últim i del camp.
Com a timbre porta un capel de bisbe.
Escut del bisbe auxiliar de Roma
D'Argent, capat arrodonit, atzur: al 1r una creu grega, minvada, natural, del punt de la qual surten dues espigues de blat de moro, una en banda i una en barra, en or, i carregades al cor amb una host natural amb els caràcters llatins, majúscules IHS, en sable; en el 2n al llibre obert, de plata; en el 3r la majúscula, llatina, M, acompanyat a la part superior de tres bandes ondulades, totes de les primeres.
Com a timbre porta un capel de bisbe

### Lema
Sota l'escut episcopal hi ha un rotlle blanc que porta el lema llatí de mossèn Reina, que és "Caritas patiens est", que significa "La caritat és pacient".
Aquestes paraules són extretes del capítol tretzè de la primera carta als Corintis de Sant Pau Apòstol , en la qual està escrit:

| Caritas patiens est, benigna est caritas, non aemulatur, non agit superbe, non inflatur, non est ambitiosa, non quaerit, quae sua sunt, non irritatur, non cogitat malum, non gaudet super iniquitatem, congaudet autem veritati[10] | L’amor és pacient, és bondadós; l’amor no té enveja, no és altiu ni orgullós, no és groller ni interessat, * no s’irrita ni es venja; no s’alegra de fer el mal, sinó que troba el goig en la veritat.[11] |